# بورتيوس
بورتيوس (بالإنجليزية: Porteus)‏ هي توزيعة لينكس مبنية على سلاكوير، ويمكن استخدامها دون تثبيتها على القرص الصلب، من خلال سواقة المسرى التسلسلي العام الومضية أو القرص المضعوط.

## وصلات خارجية
- الموقع الرسمي